# Lligament vertebral comú anterior
El lligament vertebral comú anterior (o lligament longitudinal anterior) és un lligament que s'estén per l'aspecte anterior/ventral dels cossos vertebrals i el disc intervertebral és la columna vertebral.

## Anatomia
El lligament longitudinal anterior s'estén superiorment entre la part basilar de l'os occipital i el tubercle anterior de l'atles i, inferiorment, la part superior del sacre (en el promontori del sacre).